# Mimetus fernandi
Mimetus fernandi är en spindelart som beskrevs av Roger de Lessert 1930. Mimetus fernandi ingår i släktet Mimetus och familjen kaparspindlar.
Artens utbredningsområde är Kongo. Inga underarter finns listade i Catalogue of Life.